# Didier Plaschy
Didier Plaschy, né le 2 mai 1973 à Varen en Valais, est un skieur alpin suisse qui a mis fin à sa carrière sportive à la fin de la saison 2001.

## Coupe du Monde
- Meilleur classement final: 28e en 2000.
- 2 victoires en Slalom.

### Saison par saison
- Coupe du Monde 2000:
  - Slalom: 2 victoires (Beaver Creek (États-Unis), Kranjska Gora (Slovénie)).

## Carrière d'entraîneur
- École & Sport d’hiver en Valais (SUS Valais)  Suisse 2007-2008
- Centre national de performance NLZ Ouest Brigue  Suisse 2008-